# Malá Hraštice

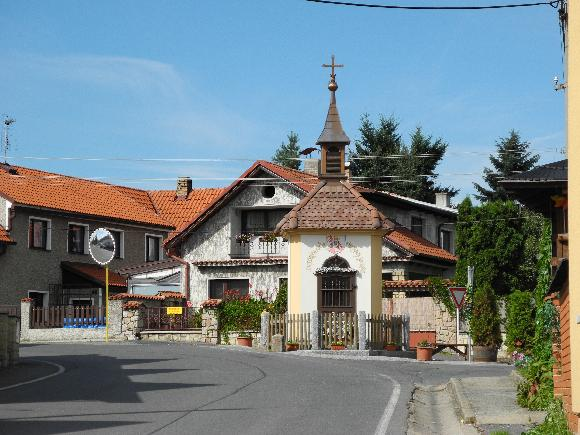
Kapelle in Malá Hraštice

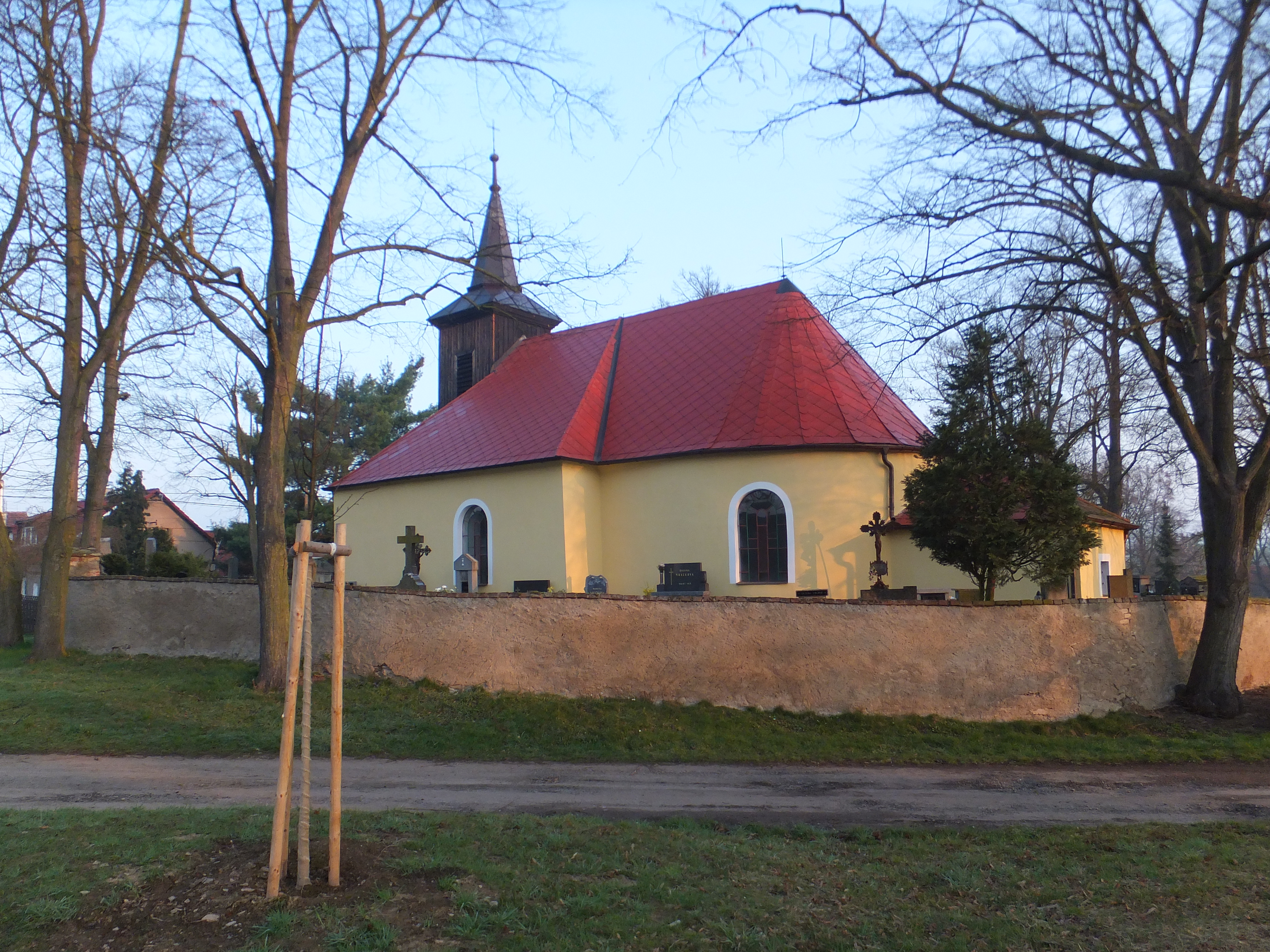
Kirche des hl. Sigismund in Velká Hraštice

Malá Hraštice (deutsch Klein Hraschtitz, auch Klein Chrastitz) ist eine Gemeinde in Tschechien. Sie befindet sich neun Kilometer nordöstlich von Dobříš und gehört zum Okres Příbram.

## Geographie
Malá Hraštice befindet sich linksseitig über dem Tal des Voznický potok in der Dobříšská pahorkatina (Dobrischer Hügelland) und wird vom Bach Hraštický potok durchflossen. Nördlich erheben sich der Na Vinici (408 m n.m.), die Hůrka (421 m n.m.) und der Pleš (490 m n.m.), im Osten der Na Vršku (377 m n.m.), südöstlich die Chvojná (481 m n.m.) sowie im Süden der Na Košíku (378 m n.m.). Durch Malá Hraštice führt die Staatsstraße II/116 zwischen Mníšek pod Brdy und Nový Knín. Am westlichen Ortsrand verläuft die Bahnstrecke Dobříš–Praha-Modřany.
Nachbarorte sind Nová Ves pod Pleší und Na Pleši im Norden, Senešnice, Jamky, Borecký, Bratřínov, Malá Lečice und Velká Lečice im Nordosten, Za Kocábou, Spálený Mlýn, Velká Hraštice und U Kosaře im Osten, Sudovice und Nový Knín im Südosten, Starý Knín, Ovčín und Kozí Hory im Süden, Mokrovraty im Südwesten, Voznice im Westen sowie Chouzavá, Kytín und Bažantnice im Nordwesten.

## Geschichte
Malá Hraštice wurde 1454 erstmals erwähnt. Älter ist Velká Hraštice, das um 1330 unter dem Namen Petrova Lhota angelegt wurde.
Zu Beginn des 16. Jahrhunderts gehörte das Gut Malá Hraštice dem Konrad von Grünheim, der mit der Stadt Knin mehrere Grenzfehden führte. Durch die langwierigen und häufigen gerichtlichen Auseinandersetzungen verschuldete sich Grünheim schließlich. Im Jahre 1527 kaufte die Stadt Knin Malá Hraštice für 500 Schock Groschen von Grünheim. Wegen der Unterstützung des antihabsburgischen Ständeaufstandes durch die Stadt konfiszierte Ferdinand I. 1549 das Gut Malá Hraštice und überließ es mit Ausschluss der Bergbau- und Schürfrechte Wenzel Wratislaw von Mitrowitz auf Mnischek als Ausgleich für dessen Darlehn zum Feldzug im Schmalkaldischen Krieg. Eine der Stadt Knin zugestandene Auslösung des Gutes wurde trotz mehrerer Versuche von den Grafen Wratislaw von Mitrowitz jedoch erfolgreich verhindert. Als Wenzel Wratislaw von Mitrowitz 1554 verstarb, wurde sein Besitz auf die acht Söhne Nikolaus, Johann, Sebastian, Stephan, Wratislaw II., Christoph, Georg und Wenzel verteilt. Johann und Fabian, die Söhne Wratislaws II., kauften 1558 ihren Vettern die Güter Malá Hraštice, Velká Hraštice, Prostřední Lhota und Záborná Lhota ab. Im Jahre 1569 wurde das Gut Malá Hraštice der Herrschaft Dobřisch zugeschlagen.
Am 14. Juni 1630 verkaufte die Böhmische Kammer die Herrschaft Dobřisch mit dem angeschlossenen Gut Heiligfeld mit Ausschluss der Jagd auf Rot- und Schwarzwild für 40.000 Gulden erblich an den Oberstjäger der Königreiches Böhmen, Bruno von Mansfeld und Heldrungen. Zwischen dem 22. und 23. Oktober 1639 wurde die Gegend von dem sich von Prag zurückziehenden Reiterheer des schwedischen Generals Johan Banér heimgesucht, dabei wurde Malá Hraštice niedergebrannt. Zu Weihnachten 1639 zogen die schwedischen Truppen erneut in die Gegend. Nachfolgender Grundherr war ab 1644 Franz Maximilian von Mansfeld. Nach dem Ende des Dreißigjährigen Krieges lag Hraštičky wüst, die Fluren des Dorfes wurden als Weideland genutzt. Im Jahre 1690 unternahm der Kniner Oberbürgermeister Vojtěch Masner einen erneuten Versuch zum Rückerwerb des Gutes Chrastitz gegen die Auszahlung des Wratislawschen Darlehns und ersuchte zu diesem Zweck um eine Audienz bei Leopold I. 1713 bat der Rat zu Knin bei der Böhmischen Kammer erneut um die Auslösung des Gutes, jedoch schlief die Angelegenheit in Prag recht schnell wieder ein. Ab 1714 gehörte Chrastitz zum neu gebildeten Berauner Kreis.
Im Jahre 1715 bestätigte die kaiserliche Kammer den Grafen Wratislaw von Mitrowitz das Gut Chrastitz wegen Nichtauslösung als Schenkung. Damit verlor die Stadt Knin, ohne davon Kenntnis zu erhalten, zugleich ihre Rechte zur Teilnahme am Landtag und zur stehenden Ableistung des Eides. 1722 erneuerte die Stadt ihr Gesuch um Auslösung des Gutes. Die Hofkammer befürwortete das Gesuch und ordnete, nachdem sich die Stadt nicht in der Lage sah, die gesamte Wratislawsche Darlehnssumme aufzubringen, der Böhmischen Kammer am 6. Oktober 1722 eine Schätzung des Gutes an. Dabei verwechselte die Hofkammer die beiden Güter Chrastitz und teilte der Stadt mit, dass das Gut seit 1569 der Herrschaft Mnischek zugeschlagen und Teil des Familienfideikommisses der Engel von Engelfluß wäre. Am 17. November 1723 legte Hauptmann Engel von Engelfluß auf Mnischek und Sudowitz bei König Karl II. Protest gegen eine Herausgabe des Gutes ein, der am 3. März 1724 abgewiesen wurde. Am 18. Juli 1729 suchte Oberbürgermeister Ondřej Malčanský in der Chrastitzer Angelegenheit um eine erneute Audienz bei Karl II. und bot die Zahlung der Steuern für 14 Gehöfte an. Am 4. Dezember 1777 erhielten der Kniner Oberbürgermeister Vojtěch Masner und der Beigeordnete Podehradský eine Audienz bei Joseph II. in der über ein halbes Jahrhundert zum Ruhen gekommenen Chrastitzer Angelegenheit. Nachdem 1780 mit dem Tode von Joseph Wenzel von Mansfeld das Geschlecht im Mannesstamme erloschen war, erbte dessen Schwester Maria Isabella die Herrschaft Dobřisch. Es erfolgte die Namens- und Wappenvereinigung mit der Familie ihres Ehemannes Franz de Paula Gundaker von Colloredo-Waldsee-Mels zum Geschlecht Colloredo-Mannsfeld. Am 14. Oktober 1781 wurde der Streit um Chrastitz beigelegt und die Stadt Knin stellte keine Ansprüche mehr auf das Gut. Nach Maria Isabellas Tod im Jahre 1794 erbte ihr Sohn Rudolph Joseph II. von Colloredo-Mannsfeld die Güter. Nach dem Tode des kinderlosen Rudolf Joseph II. fiel die Herrschaft 1844 dessen Neffen Franz de Paula Gundaccar II. von Colloredo-Mannsfeld zu.
Im Jahre 1846 bestand das Dorf Klein-Chrastitz bzw. Malá Hraštice, das zumeist Chrastitz, Hraschtitz oder Hraštice genannt wurde, aus 46 Häusern mit 337 Einwohnern. Im Ort gab es einen  obrigkeitlichen Meierhof und eine obrigkeitliche Schäferei. Pfarrort war Mnischek. Bis zur Mitte des 19. Jahrhunderts blieb Klein-Chrastitz der Herrschaft Dobřisch untertänig. 
Nach der Aufhebung der Patrimonialherrschaften bildeten Malé Hraštice / Klein Hraschtitz und Velké Hraštice / Groß Hraschtitz ab 1850 die Gemeinde Hraštice / Hraschtitz im Gerichtsbezirk Dobříš. 
1856 brannte der Meierhof nieder; er wurde nicht wieder aufgebaut und Grundstück in drei Anwesen aufgeteilt und verkauft. Im selben Jahre wurden die Dörfer Malé Hraštice und Velké Hraštice wegen ihrer Größe von Mníšek nach Starý Knín umgepfarrt. Ab 1868 gehörte die Gemeinde zum Bezirk Příbram. Da Malé Hraštice der deutlich größere der beiden Ortsteile war, wurde der Gemeindename den 1870er Jahren in Malé Hraštice geändert. Am 13. September 1891 brach in Malé Hraštice ein Großfeuer aus, das sich begünstigt durch einen starken Ostwind rasch ausbreitete und 36 der 66 zumeist strohgedeckten Häuser zerstörte. Am 22. September 1897 wurde der Verkehr auf der Bahnstrecke Dobříš–Praha-Modřany aufgenommen; westlich von Malé Hraštice entstand auf Initiative des späteren Kniner Fabrikanten Jan Masner der Bahnhof Knín-Hraštice, ursprünglich war nur ein Bahnhof in Nová Ves vorgesehen gewesen. Seit 1920 führt die Gemeinde den Namen Malá Hraštice. Im Jahre 1932 lebten in Malá Hraštice (mit Velká Hraštice) 706 Personen. Ab 1949 gehörte Malá Hraštice zum neugebildeten Okres Dobříš, nach dessen Aufhebung wurde die Gemeinde 1960 wieder Teil des Okres Příbram. 
Zu Beginn des 21. Jahrhunderts stieg die Einwohnerzahl des Dorfes, da Familien aus Prag dort ihre Häuser bauten. Der Ort ist Ausgangspunkt für Wanderrouten in das Waldgebirge (Brdská vrchovina). Im Winter 2008 entstand das Skiareal „Moninec“. In der Umgebung befinden sich etliche Ferienhaussiedlungen mit ca. 400 Ferienhäusern.
In Malá Hraštice besteht die Konditorei „Stáňa“, die in Jahren 2004 und 2007 den landesweiten Titel Konditorei des Jahres gewann.

## Gemeindegliederung
Die Gemeinde Malá Hraštice besteht aus den Ortsteilen Malá Hraštice (Klein Hraschtitz) und Velká Hraštice (Groß Hraschtitz). Grundsiedlungseinheiten sind Malá Hraštice, Malá Strana und Velká Hraštice.
Das Gemeindegebiet gliedert sich in die Katastralbezirke Malá Hraštice und Velká Hraštice.

## Sehenswürdigkeiten
- Kirche des hl. Sigismund in Velká Hraštice, sie wurde vor 1360 errichtet
- Kapelle auf dem Dorfplatz von Malá Hraštice